# Dance Lexie Dance
Dance Lexie Dance ist ein britischer Kurzfilm von Tim Loane aus dem Jahr 1996, der für einen Oscar nominiert war.

## Inhalt
Die kleine Laura aus dem nordirischen Londonderry überrascht ihren Vater Lexie damit, dass sie den irischen Folkloretanz Riverdance lernen will. Lexie will ihr das nicht gestatten, denn der Tanz kommt aus dem für ihn falschen Irland. Doch mit der Zeit wird er von der Begeisterung Lauras angesteckt. Er kauft ihr ein Lehrvideo und ein Kostüm. Sie nimmt an einem Wettbewerb teil. Lexie sitzt im Publikum und applaudiert begeistert bei ihrer Aufführung. Am Ende gehen die beiden am Strand spazieren, wo Laura ihrem Vater ein paar Stepschritte beibringt.

## Auszeichnungen
1998 wurde der Film in der Kategorie „Bester Kurzfilm“ für den Oscar nominiert.
Beim Arizona International Film Festival und beim Nantucket Film Festival konnte der Film jeweils den Zuschauerpreis gewinnen.